# ヘルメス (小惑星)
ヘルメス (69230 Hermes) は、地球近傍小惑星のひとつで、アポロ群に属する。

## 発見と再発見
1937年10月28日にドイツのカール・ラインムートが地球から約77万km離れたところを通過しているのを発見したが、5日間観測された後にその後の追跡観測でも確認できず、長年行方不明になっていた。
2003年10月にLONEOSのブライアン・スキッフにより撮影された画像から、ティモシー・スパールにより66年ぶりに再発見され（後に2001年、2002年の観測記録も確認）、軌道も確定した。

## 軌道
ヘルメスがなかなか再発見できなかったのは、直径1km未満と小惑星の中でも小さい方であり、また近日点のころに地球軌道の内側に入り込んで交差しているうえ、大きな楕円軌道のため地球や火星などを通過するときに摂動を受けるので軌道が変わりやすく不安定であるためでもある。
ヘルメスは2003年11月4日には地球から約720万km離れたところを通過したが、軌道の計算によれば1942年（第二次世界大戦のために観測されず？）4月には地球から63万Km、月から36万kmの地点を通過していたなど、将来地球に衝突する可能性のある小惑星でもある。

## 衛星
ヘルメスはアレシボ天文台の電波望遠鏡によるレーダー観測により、直径約300 - 450 mの二つの天体が約1km離れて14時間弱の周期で互いに回りあっている二重小惑星であることが分かった。衛星（連小惑星）の仮符号は S/2003 (69230) 1 である。

## 命名
ヘルメスは、ギリシア神話に登場する青年神であり、ゼウスとマイアの間に誕生した子とされる。オリュンポス十二神の一柱であり伝令神でもある。
現在では軌道が確定した小惑星のみ正式な小惑星番号と名前が与えられるが、ヘルメスは仮符号しかない段階でラインムートにより命名がなされたため、長年の間、番号が振られる以前から名前がつけられていた稀有な例となっていた。